# Kreis Cossonay
| Kreis Cossonay           | Kreis Cossonay      |
| Basisdaten               | Basisdaten          |
| ------------------------ | ------------------- |
| Staat:                   | Schweiz             |
| Kanton:                  | Waadt (VD)          |
| Bezirk:                  | Cossonay            |
| Hauptort:                | Cossonay            |
| Fläche:                  | 41,36 km²           |
| Einwohner:               | 11'364 (31.12.2023) |
| Bevölkerungsdichte:      | 275 Einw. pro km²   |
| Aufgehoben am:           | 31. Dezember 2006   |
| Karte                    |                     |
| Karte von Kreis Cossonay |                     |

Der Kreis Cossonay (französisch Cercle de Cossonay) war bis zum 31. August 2006 eine Verwaltungseinheit des Bezirks Aubonne im Kanton Waadt in der Schweiz. Sitz des Kreisamtes war Cossonay.
Der Kreis umfasste neun Gemeinden und war 41,36 km² gross. Die Gemeinden des ehemaligen Kreises zählten Ende 2023 11'364 Einwohner.
| Wappen              | Name der Gemeinde   | Einwohner (31. Dezember 2023) | Fläche in km² | Einw. pro km² |
| ------------------- | ------------------- | ----------------------------- | ------------- | ------------- |
| Chavannes-le-Veyron | Chavannes-le-Veyron | 157                           | 2,64          | 59            |
| Cossonay            | Cossonay            | 4'761                         | 8,28          | 575           |
| Cottens             | Cottens             | 493                           | 2,36          | 209           |
| Gollion             | Gollion             | 1'073                         | 5,45          | 197           |
| Grancy              | Grancy              | 546                           | 5,67          | 96            |
| La Chaux (Cossonay) | La Chaux (Cossonay) | 432                           | 6,74          | 64            |
| Penthalaz           | Penthalaz           | 3'197                         | 3,87          | 826           |
| Senarclens          | Senarclens          | 490                           | 3,97          | 123           |
| Sévery              | Sévery              | 215                           | 2,38          | 90            |
| Total (9)           | Total (9)           | 11'364                        | 41,36         | 275           |